# Lydie Salvayre
Lydie Salvayre (n. 5 septembrie 1948, Autainville, Centre-Val de Loire, Franța) este o scriitoare franceză. Născută în sudul Franței din refugiați republicani din Războiul Civil Spaniol, ea a continuat să studieze medicina la Toulouse și continuă să lucreze ca psihiatru practicant.
A primit Premiul Hermes,  Prix Décembre⁠(d) pentru opera ei și Premiul Goncourt din 2014 pentru Pas pleurer.

## Operă
- La Declaration (1990)
- Comuna La Vie (1991)
- La Médaille (1993)
- La Puissance des mouches (1995)
- La Compagnie des specters (1997)
- Quelques conseils aux élèves huissiers (1997)
- La Conférence de Cintegabelle (1999)
- Les Belles âmes (2000)
- Le Vif du vivant (2001)
- Et que les vers mangent le bœuf mort (2002)
- Contre (2002)
- Passage à l'ennemie (2003)
- La méthode Mila (2005)
- Dis pas ça (2006)
- Lumières sur la CCAS. Activitățile sociale ale salariilor de energie (2006, lucrare colectivă)
- Portrait de l'écrivain en animal domestique (2007)
- Micul tratat de educație lubrică (2008)
- BW (2009)
- Imn (2011)
- 7 femei (2013)
- Pas pleurer (2014, Prix Goncourt)
- Marcher jusqu'au soir (2019)

## Decorații
- Comandor al Ordinului Artelor și Literelor (2015)[13]